# Navegació
|  | Per a altres significats, vegeu «navegació (desambiguació)». |

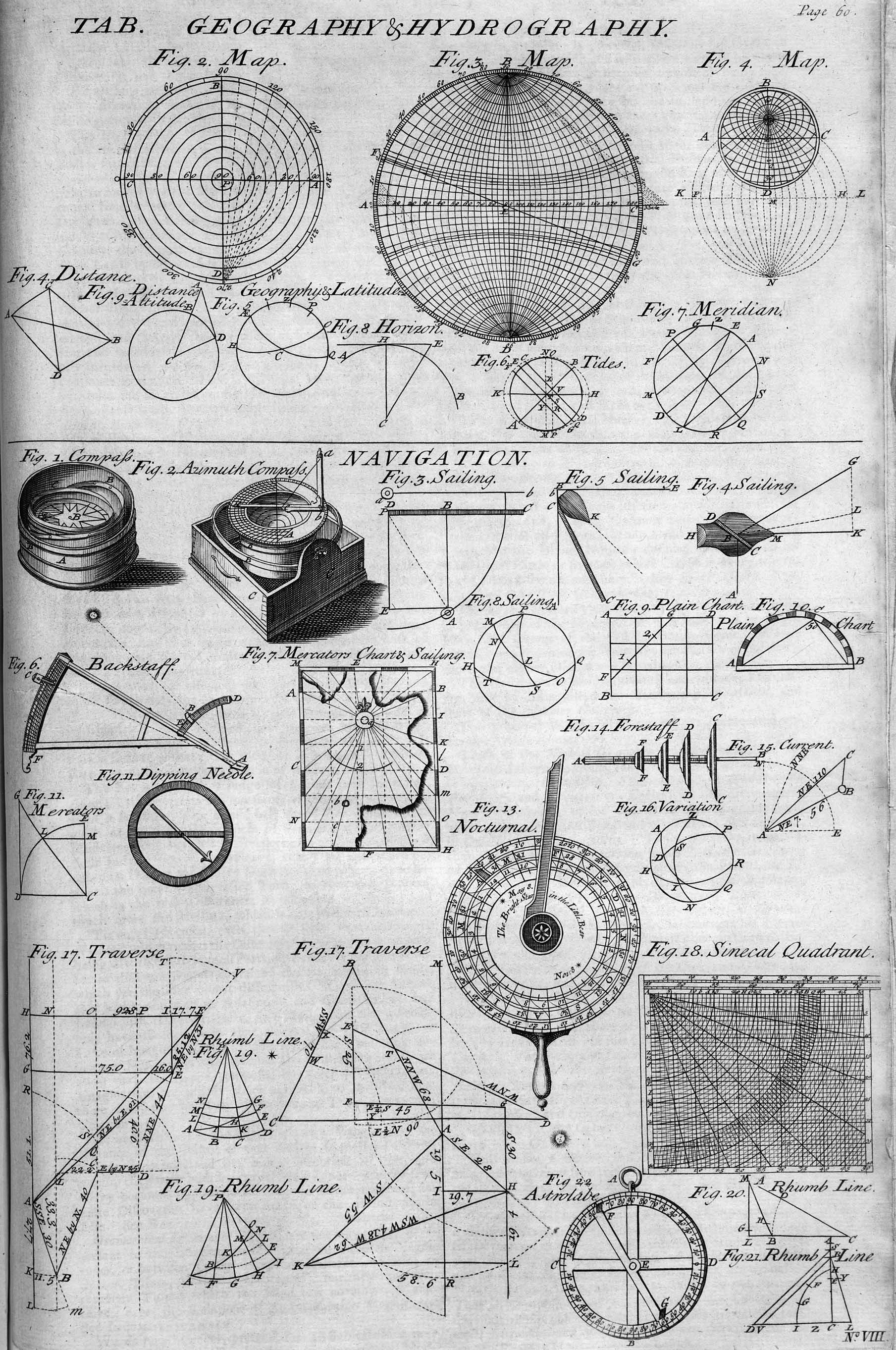
Taula de geografia, hidrografia i navegació, de la Cyclopaedia de 1728.

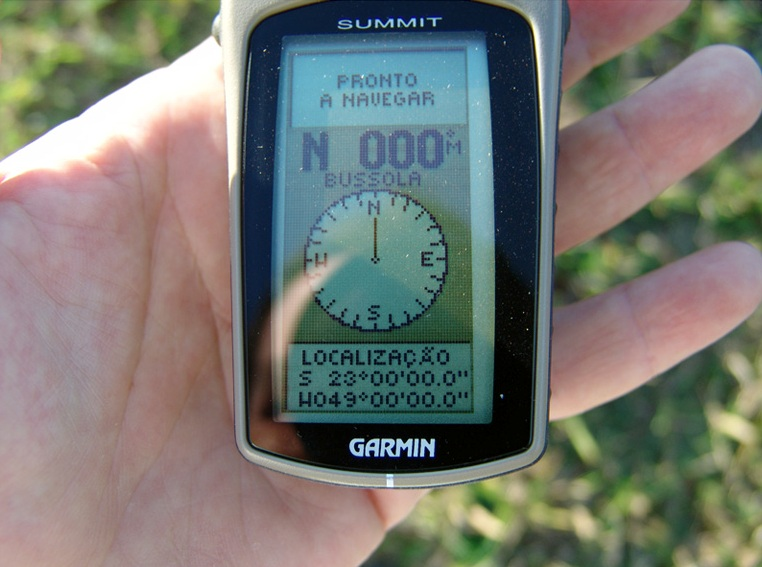
Model de GPS de butxaca.

La navegació és l'art i la ciència de conduir una embarcació o vehicle d'un lloc a un altre, eficientment i amb responsabilitat. És art, ja que és el terme utilitzat per al coneixement especialitzat utilitzat pels navegants per realitzar les tasques de navegació. És ciència perquè es basa en coneixements físics, matemàtics, oceanogràfics, cartogràfics, astronòmics, meteorològics, etc. La navegació pot ser aèria, superficial o submarina. Totes les tècniques de navegació inclouen la localització de la posició del navegador en comparació amb llocs coneguts o patrons.

## Història
La navegació costanera va ser practicada des de l'antiguitat. La navegació s'origina al voltant de l'any 5000aC a la Xina i l'Índia, i les primeres representacions conegudes d'embarcacions es remunten a 4000-3000aC a l'antic Egipte. Els fenicis van ser els primers que van navegar per alta mar al rem i la vela, guiant-se pel sol durant el dia, i per l'estrella polar durant la nit. Els fenicis van ensenyar la navegació als grecs, els quals no van trigar a igualar-la.
El coneixement de la brúixola transmès als europeus pels àrabs (que l'havien obtingut dels xinesos) va permetre els llargs viatges des del segle xiv. L'any 1492 Cristòfor Colom va fer contacte amb Amèrica, el 1498, Vasco da Gama sobrepassà el cap de Bona Esperança per anar a les Índies, des de 1519 a 1521 l'expedició comandada pel portuguès Fernando de Magallanes i després per l'espanyol Juan Sebastián Elcano (tots dos al servei d'Espanya) donava la volta al món.
Com relata Felipe Picatoste en "Apunts per a una biblioteca científica espanyola del segle XVI: estudis biogràfics i bibliogràfics de ciències exactes físiques i naturals i les seves immediates aplicacions en aquest segle" (1891), premiat per la Biblioteca Nacional de Madrid i on reuneix les dades biobibliogràfiques dels científics espanyols que durant el segle xvi, aquests van despuntar en els seus camps respectius, sense oblidar-se que fins al segle xvi l'hegemonia espanyola va ser patent en camps com la geografia, cosmografia i la navegació (tan els pilots anglesos com els francesos van aprendre a navegar en els textos de Pere de Medina, Fernández de Enciso i Martín Cortés, entre d'altres).

## Navegació aèria
La navegació aèria és el conjunt de tècniques i procediments que permeten conduir eficientment una aeronau al seu lloc de destinació, assegurant la integritat dels tripulants i passatgers i dels que estan en terra. La navegació aèria es basa en l'observació del cel i el terreny i en les dades aportades pels instruments de vol.

## Navegació terrestre
La navegació terrestre és el conjunt de tècniques i procediments que permeten a una persona arribar al seu lloc de destinació d'una forma eficient, assegurant la seva integritat física. La navegació terrestre es basa en l'ús de mapes i en l'observació del cel i del terreny i actualment també en les dades aportades pels GPS. Un dels casos més coneguts on s'empra és el Ral·li Dakar.

## Navegació espacial
En els vehicles que viatgen per l'espai, a més de la posició de la nau en un espai tridimensional, és important conèixer l'orientació (orientació denominada actitud) respecte d'un horitzó virtual i d'un pla meridià virtual. Dit d'una altra manera: cal conèixer tres coordenades espacials i tres angles d'orientació.

### Instruments
Un dels instruments més importants és l'anomenat "star tracker" en anglès.

## Tècniques de navegació
Són els mètodes que s'utilitzen en navegació, per donar solució als quatre problemes del navegant:
1. Determinar la seva posició.
2. Determinar el rumb
3. Determinar el temps, la velocitat i distància, mentre duri el viatge.
4. Conèixer la profunditat en què s'està navegant per a no encallar.

### Navegació costanera
Navegació i situació del vaixell per tècniques de posicionament basades en l'observació de demores o distàncies a punts notables de la costa per mitjans visuals (Fars,  caps, boies, etc.) o mètodes electrònics (Demores de radar, transpondedors, etc.).

### Navegació per estima
Navegació i situació de la nau per mitjans analítics, un cop tinguts en compte els següents elements: situació inicial (So), rumbs portats, ja siguin rumbs veritables (Rv), rumbs de superfície (Rs) o rumbs efectius (Re), velocitat (es), així com els factors externs que han influït durant tot o una part de la derrota, com per exemple el vent (abatiment) i/o el corrent (direcció del corrent i intensitat horària del corrent). El punt resultant dels càlculs és anomenada situació d'estima, amb la seva latitud i longitud d'estima (li i Le). A aquest punt també és conegut com a punt de fantasia.
La navegació per estima té en compte una superfície molt petita del globus terrestre, i assumeix una aproximació al suposar la superfície plana, aquesta aproximació no és possible quan es tracta de determinar rumbs i distàncies entre punts molt distants entre si.
Es distingeixen dos tipus: L'estima directa i l'estima inversa. L'estimació directa es basa en 3 fórmules bàsiques trigonomètriques: A = Sin R x D, on A = apartament, R = rumb; D = Distància. Diferencial de latitud = cos R x D. Per al càlcul de la Diferencial de Longitud, necessitarem la lm = Latitud de sortida + Latitud d'arribada/2, sent lm = latitud mitjana. El diferencial de Llargada = A/Coslm

### Navegació loxodròmica

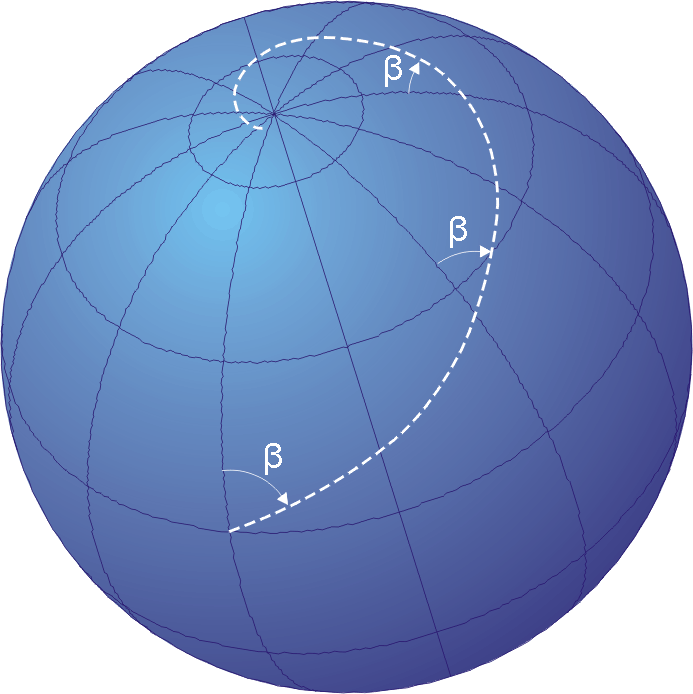
Loxodromia

Navegació loxodròmica és la que es fa seguint un mateix rumb, és a dir, tots els meridians són tallats amb el mateix angle. A la projecció de Mercator, amb la qual estan construïdes totes les cartes nàutiques, una loxodròmia es representa per una recta. Aquest tipus de navegació és útil per a distàncies no gaire grans, ja que ofereix la conveniència de mantenir un rumb constant, però no és la que ofereix la distància més curta, per la qual cosa no sol ser adequat per a grans distàncies.

### Navegació ortodròmica
És la que segueix la distància més curta entre dos punts, és a dir, és la que segueix un cercle màxim. Per fer els càlculs de rumb i distància entre dos punts és necessari resoldre un  triangle esfèric els vèrtexs del qual són l'origen, la destinació i el pol.

### Navegació astronòmica
És la navegació i situació del vaixell per tècniques de posicionament basades en l'observació de les estrelles i altres cossos celestes. Les variables mesurades per trobar la situació són: l'alçada angular observada dels astres sobre l'horitzó, mesura amb el sextant (antigament amb l'astrolabi o un altre instrument), i el temps, mesurat amb el cronòmetre.
Conceptualment, el procés no és complex d'entendre. Sabent el moment de l'observació, i amb les dades contingudes en l'almanac nàutic, és possible determinar les coordenades astronòmiques de l'astre observat. Sabent les coordenades de l'astre observat i l'altura sobre l'horitzó amb què va ser observat, podem deduir que la posició de l'observador està situada en un cercle el centre està situat al punt geogràfic situat directament sota l'astre. Qualsevol observador situat en qualsevol punt d'aquest cercle observarà l'astre amb la mateixa altura sobre l'horitzó. L'observador pot saber per tant que la seva posició està en algun punt d'aquest cercle.
A la pràctica, el procés matemàtic, anomenat de "reducció" de l'observació, pot resultar complex per als no iniciats. A l'altura observada amb el sextant, cal aplicar una sèrie de correccions per compensar la refracció atmosfèrica, paral·laxi i altres errors. Un cop fet això, cal resoldre per mètodes matemàtics i trigonomètrics un  triangle esfèric. Hi ha molts mètodes per fer això. Els mètodes manuals utilitzen taules (trigonomètriques, logaritmes, etc.) Per facilitar els càlculs. L'aparició, a finals del segle xx, de les calculadores i ordinadors electròniques, va facilitar en gran el càlcul, però l'aparició del GPS, va treure importància a la navegació astronòmica, relegant a un segon pla com a mètode alternatiu en cas de fallida de l'electrònica de bord, o com a hobby d'interès científic.

### Navegació electrònica
És la navegació i situació del vaixell per tècniques de posicionament basades en els ajuts obtinguts pels sistemes de posicionament global, com el GPS, GLONASS, o el futur sistema espacial europeu Galileu. És el sistema més estès i de major facilitat d'ús, malgrat els errors que poden derivar.

### Navegació inercial
És la navegació i situació de la nau, per mitjà de la integració de les dades ofertes per acceleròmetres i/o giroscopis situats a bord, que integren en complexos sistemes electrònics les acceleracions sofertes, que convertides en velocitats (en els 3 eixos possibles de desplaçament) i en funció dels Rumbs observats, possibiliten l'obtenció de la posició.

## Tractats de navegació
Sense oblidar ni menystenir les tècniques de navegació polinèsies i d'altres cultures, la navegació en alta mar en època de les grans exploracions es basava en tècniques occidentals. Els procediments principals (la navegació astronòmica i la navegació per estima) es recolliren en diversos tractats, necessàriament relacionats amb la Cosmografia.
- Cal distingir entre les tractats especialitzats (manuals de navegació) i les obres generals relacionades que, sense explicar els aspectes pràctiques de la navegació, exposen les bases teòriques imprescindibles (món esfèric, coordenades de posició, geometria, cartografia, ...).

### Precedents
- c 140. Ptolemeu fou autor de la primera descripció de l'astrolabi en la seva obra Planispherium.[9]
  - Segons altres opinions fou Teó d'Alexandria (astrònom) qui primer va descriure un astrolabi.[10][11]
  - Ptolemeu s'hauria referit a l'astrolabi esfèric, mentre que Teó (en el seu tractat desaparegut) parlava de l'astrolabi pla.
- 1285. Ramon Llull. Arbre de sciència.[12]
  - El tema de la navegació en Ramon Llull és particularment important. Entre les seves obres s'esmenta un tractat de navegació perdut: Ars navigandi.
  - En altres obres hi ha un parell de fragments que donen molta informació en poques paraules. En el més important, Llull defineix indirectament la navegació: saber la posició del vaixell mentre navega, en tot moment, amb referència a una geografia coneguda.

| « | La navegació naix i se deriva de la Geometria i de l'Aritmètica, perquè la nau que en un temps donat es troba en un lloc en un altre temps se troba en un altre lloc diferent. | » |

| « | Lo mariner consira galera e nau e barca, e consira vela e arbre e nàuxer, e les altres coses qui a nau se pertanyen; e enaprés consira temps de navegar e·ls ports a los quals ha refugi, e la estela e la agulla e la caramida, e·ls vents, e les milles e les corses d'aquells, e les altres coses qui·s pertanyen a la sua art. | » |

- 1342. Descripció del bastó de Jacob deguda al jueu català Levi ben Gerson.
  - Leví descrigué també el mètode de l'escala diagonal, que permetia augmentar la precisió de lectura de l'instrument.[14][15]
- 1375. Atles català.
- 1433. A l'obrador de Gabriel de Vallseca, mestre i dibuixant de cartes portolanes, es documentà la producció de 28 cartes en sis mesos.[16]

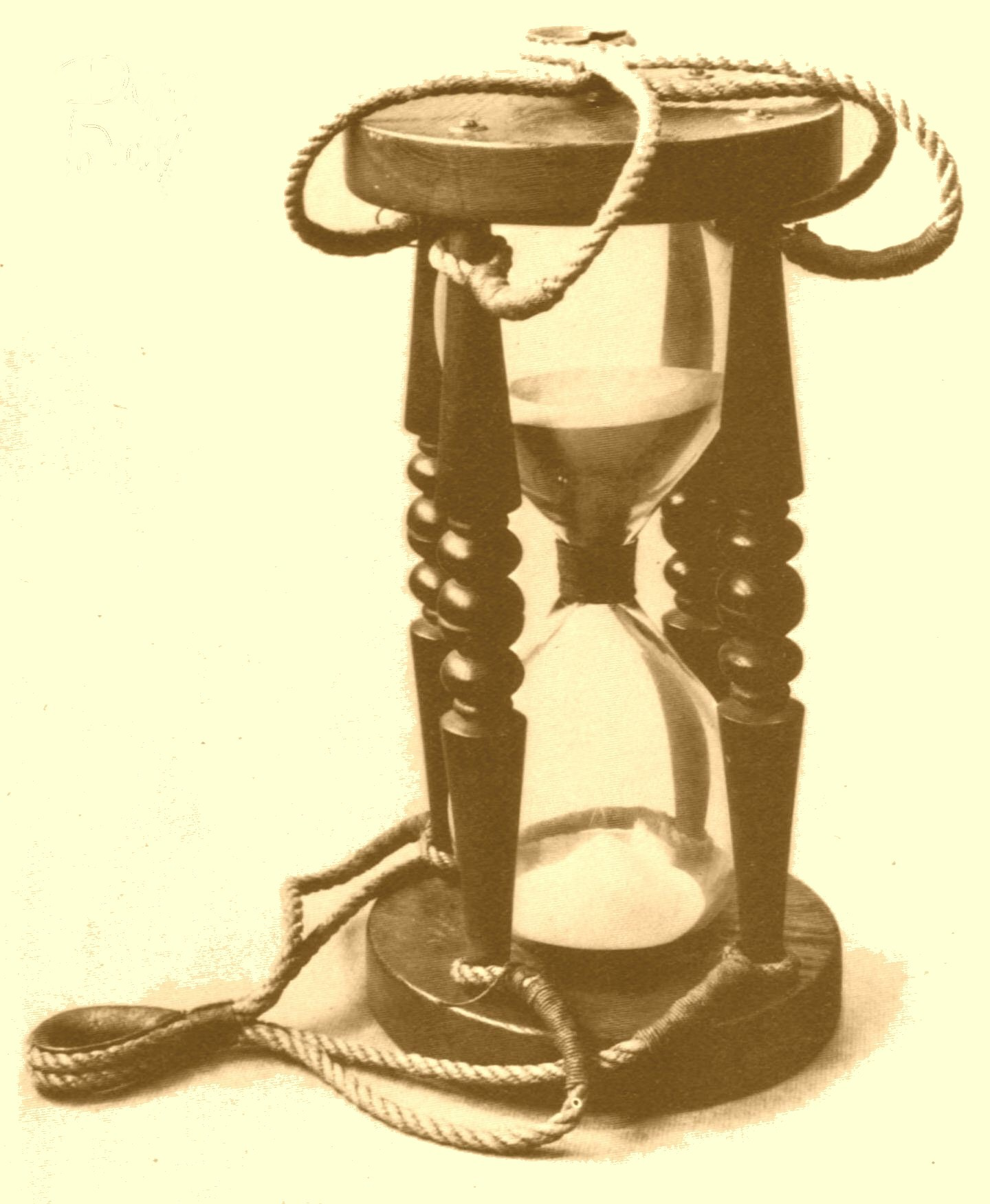
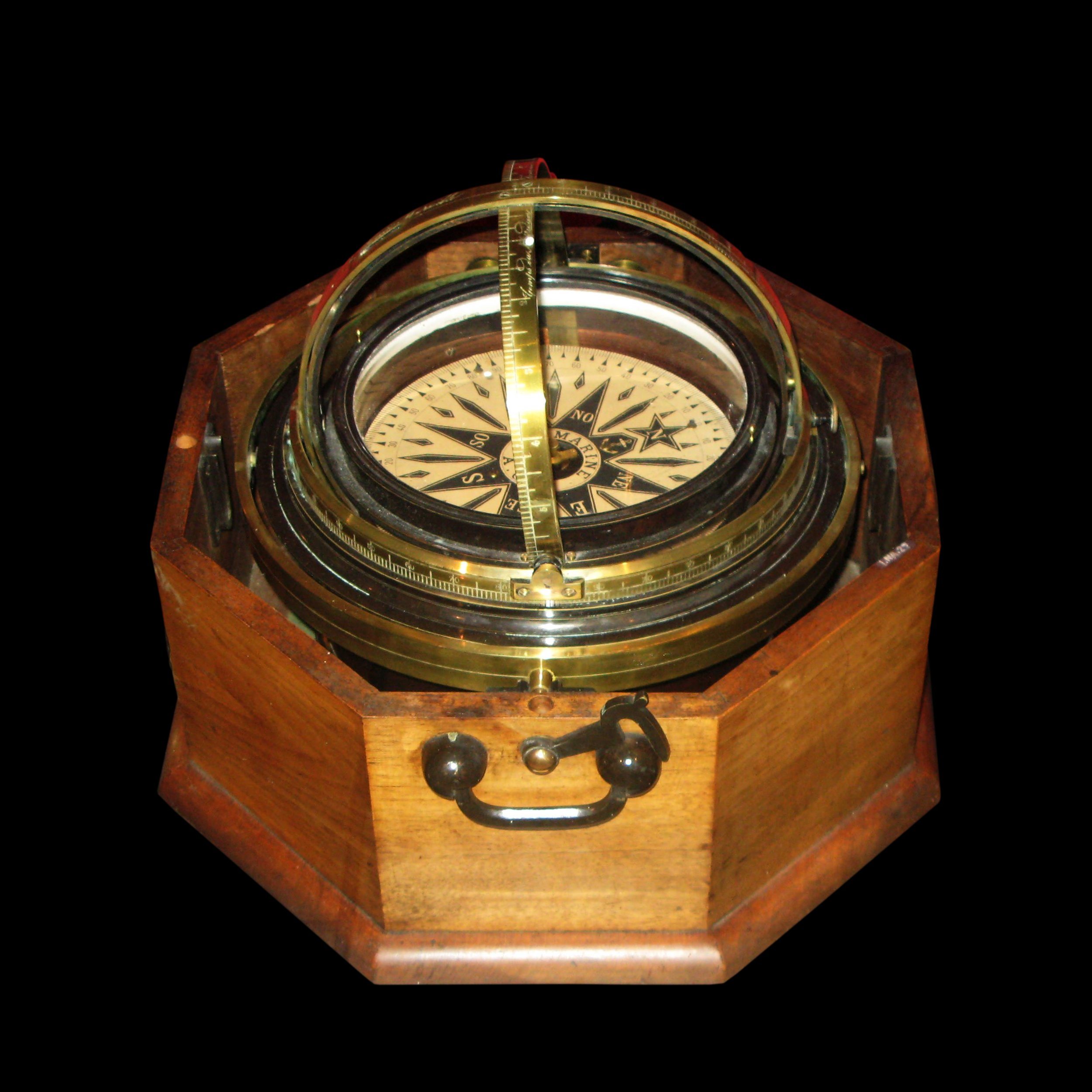
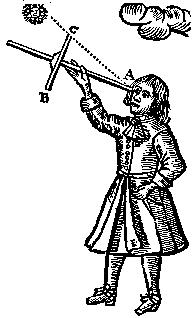
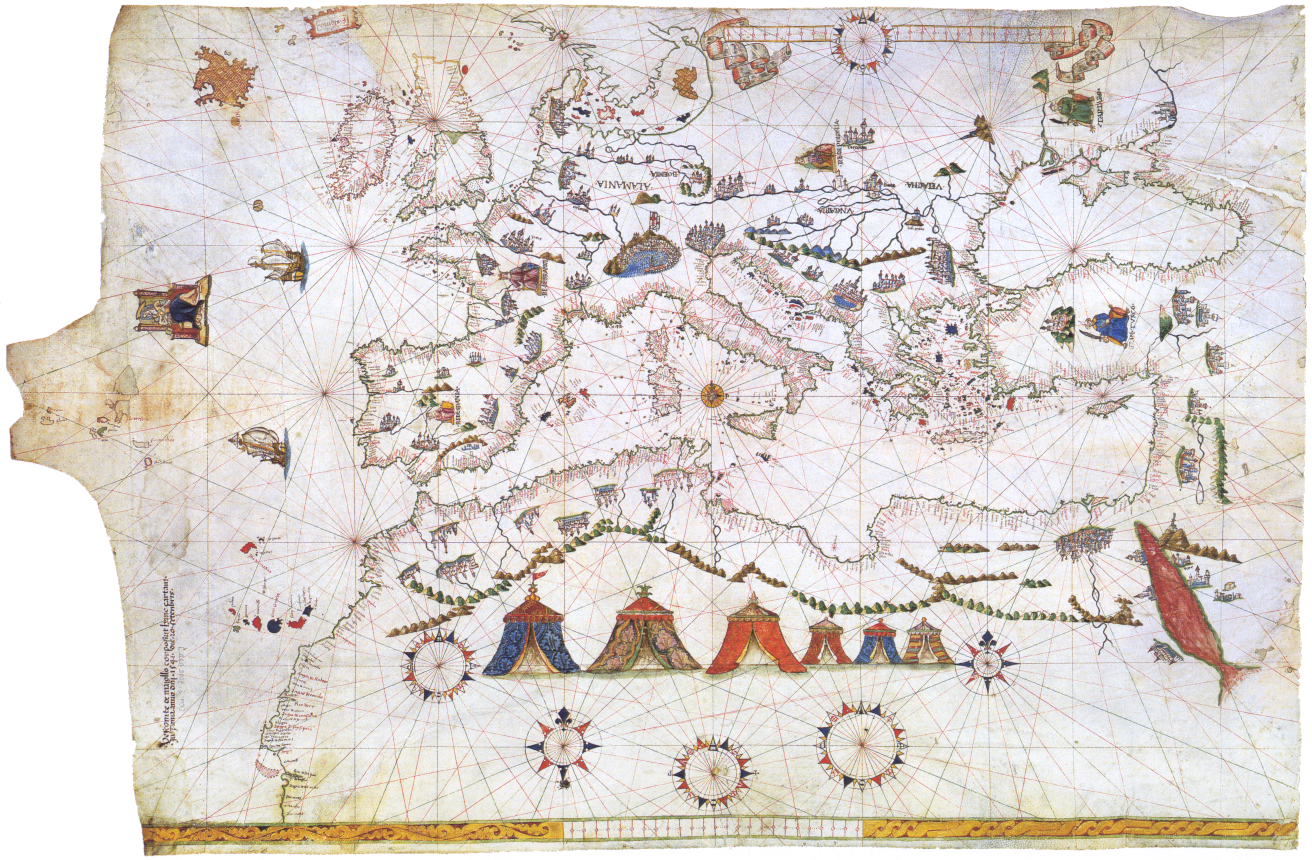

### Tractats
- 1464. Benedetto Cotrugli fou autor d'un llibre de navegació (De navigatione; Nàpols 1464) que no es va arribar a publicar, però que es conserva en forma de manuscrit. Es tracta d'una obra que pot consultar-se en una transcripció digitalitzada a cura de Piero Falchetta. També el manuscrit original pot llegir-se de franc (Manuscrit Beinecke MS 557, Yale University Library, Beinecke Rare Book and Manuscript Library).
  - Tracta de la navegació per estima.
- 1478. Abraham Zacut. Ha-ḥibbur ha-gadol (La Compilación Magna).[17][18]
  - Traducció castellana de 1481 (Zacut i Juan de Salaya).[19]
  - Traducció al llatí de José Vizinho (publicada amb el títol: Almanach Perpetuum o Tabule tabularum celestium motuum astronomi Zacuti).
- 1491. Cosmografia d' Antonio de Nebrija?[20]
  - Aparentment no hi va haver cap llibre de cosmografia. Només una dedicatòria als lectors en un llibre de geografia de Pomponi Mela.[21][22]
- 1492. Andrés de Li. Reportorio de los tiempos.[23]
- 1496. José Vizinho. Traductor de Zacut (de l'hebreu al llatí).[24]

#### Any 1500
- c 1500. Tractat de navegació de Antonio Pigafetta. Inclòs en una de les edicions de la seva relació de l'Expedició de Magalhães-Elcano (Il viaggio fatto dagli Spagnoli atorno al mondo).[25]
  - Pigafetta era cavaller de l'Orde de Malta, com altres navegants importants (Jorge Juan entre altres). L'orde dels Hospitalers era famosa pels seus vaixells de guerra i la seva escola de navegació.
- c 1509. Regimiento do estrolabio e do quadrante.[26]
- 1514. Joao de Lisboa. “Livro de marinharia”.[27]
- 1519. Martín Fernández de Enciso. Suma de geografia … Sevilla.[28][29]
- 1537. Pedro Nunes. ”Tratado da sphera com a theorica do sol e da lua”.[30]
- 1540. Petrus Apianus. ”Astronomia cesárea”.[31]
- c 1540. Alonso de Chaves. Espejo de navegantes.[32]
- 1542. Jan Rotz of Dieppe. Boke of Ydrography.[33]
- 1545. Pedro de Medina. Arte de navegar.
  - 1552. Regimiento de navegación. Versió resumida de l'obra anterior (Vegeu més avall).
- 1545. Jerónimo de Chaves. Tractado de la sphera.[34]
  - Chronographia.[35]
- 1545. “Les letres reals fetes a mossen Jaume Ferrer”.[36]

#### Any 1550

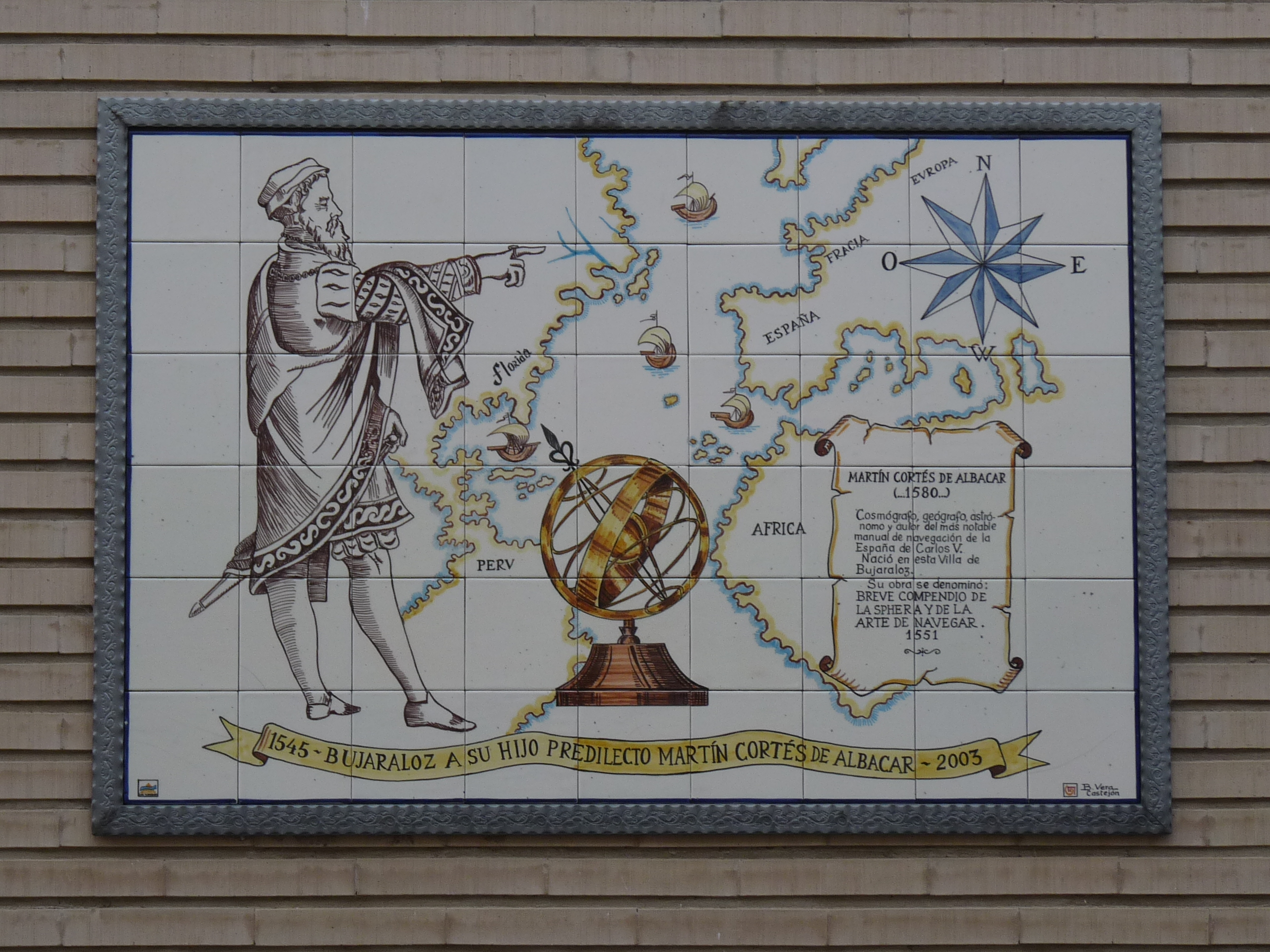
Placa commemorativa dedicada a Martín Cortés de Albacar a l'Ajuntament de Bujaraloz.

- 1551. Martín Cortés de Albacar. Breve compendio de la sphera y de la arte de navegar: con nuevos instrumentos y reglas exemplificado con muy subtiles demonstraciones.
- 1551. Juan Rojas. Comentarium astrolabium.[37]
- 1552. Pedro de Medina. Regimiento de navegación.[38]
- c 1555. Alonso de Santa Cruz. “Libro de las longitudes”.[39][40][41][42][43]
- 1556. Jeroni Girava, de Tarragona. Dos libros de Cosmographia.[44]
- 1569. Ignazio Danti. Trattato dell'uso et della fabrica dell'astrolabio con l'aggiunta del planisfero del Rojas.[45]
- 1573. Juan Pérez de Moya. Tratado de cosas de Astronomia y Cosmografia, y Philosophia Natural (Alcalá, 1573)
- 1581. Rodrigo Zamorano. Diverses obres relacionades amb la navegació.
  - Primera traducció de Los seis libros primeros de Euclides traducidos en lengua Española procedent de textos d'Euclides (Sevilla, 1576).
  -  Compendio de la arte de navegar  que va ser dedicat al molt il·lustre senyor el llicenciat Diego Gasca de Salazar president del consell d'Índies. Imprès a Sevilla per Alonso de la Barrera l'any 1581.[46]
  -  Cronología de la razón de los tiempos , 1594, en el que posa en pràctica els procediments per executar les tasques agrícoles d'acord amb l'observació dels moviments dels astres en el cel.
  - Carta de marear, , impresa a Sevilla en 4. º la primera edició és de 1579, 1588.
- 1585. Francesco Barozzi. Cosmographia.[47]
- 1587. “Instruccion nauthica”. Diego García de Palacio.
- 1599. Simon Stevin. The Haven-Finding Art.[48]

#### Any 1600
- 1602. Pedro de Syria. Arte de la verdadera navegacion. En que se trata de la machina del múdo, es a saber, Cielos, y Elementos: de las mareas, y señales de tépestades: del Aguja de marear: del modo de hazer cartas de nauegar: del vso dellas: de la declinacion y rodeo, que comunmente hazen los pilotos: del modo verdadero de nauegar por circulo menor: por linea recta sin declinacion ni rodeo: el modo como se sabra el camino, y leguas que ha nauegado el piloto, por qualquier rumbo: y vltimamente el saber tomar el altura del Polo. Dirigida a la S.C.R.M. del Rey Don Phelippe el tercero, señor nuestro. Compvesta por.. ., natvral de la ciudad de Valencia, y Letrado en la dicha ciudad. Con privilegio Real... Vendese en casa de Francisco Miguel librero, a la calle de Caualleros, Valencia, 1602, En casa de Iuan Chrysostomo Garriz, junto al molino de Rouella, 4º, 200 x 150 mm.[49]

- 1606. Andrés García de Céspedes. Regimiento de nauegación.[50]

- 1606. Pedro Simão d'Oliveira. Arte de navegar composta por Simão d'Oliveira natural da cidade de Lisboa.[51]

- 1619. José Sesse y Piñol. Libro de la cosmographia universal del mundo y particular descripcion de la Syria y Tierra Santa.[52]

- 1628. António de Naiera (o de Nájera). Navegacion especulativa y pratica.[53][54]

- 1628. Cristovao Bruno: Arte de navegar.[55][56]

- 1646. Ottavio Beltrano. Astrologico discorso over l'arte del navigare, con lo reggimento della Tramontana, e del sole, con una breve dechiaratione d'alcuni termini astrologici, [et] una succinta regola di cosmografia, notationi anco tutti i nomi di tutti i mari, e golfi, che in esso sono ... diviso in cinque trattati[57]

- c 1650. Juan Martínez Población. Tratado y uso del astrolabio.[58]

- 1691. Seamans Grammar. Cap. John Smith. Governor of Virginia &Admiral of New England.[59]

#### Any 1700
- 1715. Girolamo Albrizzi. Introduzione all'arte nautica: per uso de piloti e capitani di nave, e per il migliore servizio de commandanti sopra il mare.[60]
- 1749. Juan Sánchez Reciente. Tratado de navegacion theorica y practica.[61]
- 1754. John Robertson. The Elements Of Navigation.[62]
- 1754. Mungo Murray. A Treatise on Ship-building and Navigation: In Three Parts Wherein the Theory, Practice, and Application of the Necessary Instruments are Perspicuously Handled.[63]
- 1762. Manoel Pimentel. Arte de navegar, em que se insinao as regras praticas...[64]
- 1782. Benjamin Martin. The Mariner's Mirror; Or, A New Treatise on Navigation, in Theory and Practice.[65]
- 1786. F.Barreda. El marinero instruido en el arte de navegar, especulativo y practico.[66]
- 1796. Gabriel Siscar i Siscar. Tratado de cosmografía, para la instrucción de los guardias marinas.[67]

#### Any 1800
- 1841. Dana, Richard Henry. The seaman's manual : containing a treatise on practical seamanship, a dictionary of sea terms, customs and usages of the merchant service, laws relating to the practical duties of master and mariners.[68]
  - Aquesta obra, escrita per Richard Henry Dana Jr., tracta de diversos aspectes de la navegació però no considera la navegació posicional (astronòmica o per estima).

### El mètode de lesdistàncies lunars
Encara que el sistema podia haver estat emprat per astrònoms anteriors la primera referència documentada és de 1499: indicada una "carta d'Aimeric Despuig a Lorenzo de Mèdici sobre les illes novament trobades en els seus quatre viatges". El 1755 en Tobias Mayer de Göttingen va idear un instrument molt útil, corregint diversos errors en la geometria pràctica, per poder calcular els moviments de la Lluna amb una precisió admirable, i va guanyar, per les seves taules lunars, el gran premi lliurat per l'Oficina de longituds de Londres.
El 1787 l'oficial de l'armada i matemàtic Josef de Mendoza y Ríos va publicar diverses taules emprant el mètode del haversine de la seva invenció per facilitar els càlculs d'astronomia nàutica i molt útils en la navegació per calcular la latitud d'un vaixell al mar per dues mesures d'altura del sol, i la longitud pel sistema de les distàncies lunars d'un cos celeste.

## Navegació als Països Catalans

### Escoles de nàutica
- 1769. Escola de Nàutica de Barcelona.
  - Sinibald de Mas (navegant)
  - Agustí Canelles i Carreres
- 1779. Arenys de Mar. Per tal d'instruir tècnicament oficials i capitans, el vilatà Josep Baralt i Torres funda, el 1779, l'Estudi de Pilots, que esdevindrà l'escola nàutica més prestigiosa de Catalunya.
  - Joan Monjo i Pons
- 1876. Escola Nàutica de Vilassar

### Resultats pràctics
Una de les condicions bàsiques de l'èxit en les operacions marítimes, mercants o militars, és el domini de les tècniques de navegació.

#### Època medieval
Segons testimoni de Benedetto Cotrugli els catalans tenien fama de ser els millors amb les galeres.

#### Lepant
Només de la vila de Sant Feliu participaren en la batalla 80 oficials sota el comandament de Joan Camisó.

#### Seglexviii
La llibertat de comerciar lliurement amb Amèrica va permetre una expansió molt important de la marina mercant catalana. Segons Laborde (1827) hi havia catalans i barques catalanes en molts indrets del món. I no eren rars els viatges d'aquelles barques cap a Amèrica. Les barques catalanes podien ser contemplades i comparades amb altres embarcacions semblants o diferents. Velocitat, solidesa, qualitats marineres,... I molts testimonis foren favorables a les embarcacions catalanes i als pilots catalans.
- A la vila de Masnou, entre una població d'uns 4000 habitants, hi havia 800 capitans de vaixell.
- Segons testimoni de Joseph Tastu, un pilot català de 14 anys (un pràctic) es disposava a fer el seu tercer viatge a l'Havana en una tartana.[79]

## Iconografia
Els antics navegaven sota l'emblema d'Isis sostenint amb les dues mans una vela inflada. El presagi d'una navegació feliç era el dofí per la qual cosa va venir la seva representació a ser el símbol que portaven totes les naus. Més recentment, la navegació es va representar com una dona coronada de popes de nau els draps estan agitats pels vents. Recolza una mà en un timó i l'altra té l'instrument de prendre alçada. Als seus peus, es veuen l'ampolleta, la brúixola, el trident de Neptú i les riqueses del comerç mentre que en l'horitzó, acabat per un far s'albira el mar solcat per naus que es desplacen a tota vela.